# Ceratium strictum
Ceratium strictum is een soort in de taxonomische indeling van de Myzozoa, een stam van microscopische parasitaire dieren. Het organisme komt uit het geslacht Ceratium en behoort tot de familie Ceratiaceae. Ceratium strictum werd in 1901 ontdekt door Cleve.